# Prionocrangon dofleini
Prionocrangon dofleini is een garnalensoort uit de familie van de Crangonidae. De wetenschappelijke naam van de soort is voor het eerst geldig gepubliceerd in 1913 door Balss.